# Arroyo (Ranchería)
Arroyo es una localidad del municipio de Nacajuca ubicado en la subregión centro del estado mexicano de Tabasco.

## Geografía
La localidad de Arroyo se sitúa en las coordenadas geográficas 18°07′29″N 92°59′25″O / 18.1246, -92.9902, a una elevación de 5 metros sobre el nivel del mar.

## Demografía
Según el Conteo de Población y Vivienda 2020, efectuado por el Instituto Nacional de Estadística y Geografía, la localidad de Arroyo tiene 1,537 habitantes, de los cuales 733 son del sexo masculino y 804 del sexo femenino. Su tasa de fecundidad es de 2.07 hijos por mujer y tiene 417 viviendas particulares habitadas.
| Gráfica de evolución demográfica de Arroyo entre 1900 y 2020 |
|                                                              |
| INEGI.                                                       |